# Sonate K. 142
La sonate K. 142 (F.509) en fa dièse mineur est une œuvre pour clavier du compositeur italien Domenico Scarlatti.

## Présentation
La sonate K. 142, en fa dièse mineur, est notée Allegro. C'est un mouvement perpétuel en croches auquel Scarlatti ajoute des acciaccatures, des syncopes, s'affranchissant ainsi de la tarentelle italienne.

## Manuscrits
La source principale figure à Londres, dans le manuscrit Worgan, copié entre 1740 et 1760, Add. ms. 31553 (no 42),. Une autre copie figure à Saragosse (E-Zac), source 3 (1750–1751), ms. B-2 Ms. 32, fos 113v-115r, no 57 (1751–1752).

## Interprètes
La sonate K. 142 est défendue au piano, notamment par Zhu Xiao-Mei (1995, INA), Carlo Grante (2012, Music & Arts, vol. 3) et Christoph Ullrich (2019, Tacet, vol. 3) ; au clavecin par Scott Ross (1985, Erato), Joseph Payne (1993, BIS), Richard Lester (2007, Nimbus, vol. 7) et Pieter-Jan Belder (Brilliant Classics, vol. 4).

## Sources
: document utilisé comme source pour la rédaction de cet article.
- Ralph Kirkpatrick (trad. de l'anglais par Dennis Collins), Domenico Scarlatti, Paris, Lattès, coll. « Musique et Musiciens », 1982 (1re éd. 1953 (en)), 493 p. (ISBN 978-2-7096-0118-4, OCLC 954954205, BNF 34689181).
- Alain de Chambure, « Domenico Scarlatti, Intégrale des sonates — Scott Ross », Erato/Éditions Costallat (2564-62092-2 (livret : 2292-45309-2)), 1985 (OCLC 891183737) .